# VTV Cup 2013
Giải bóng chuyền nữ quốc tế VTV Cup 2013 là giải đấu lần thứ 10 với sự phối hợp tổ chức của Liên đoàn bóng chuyền Việt Nam và Đài truyền hình Việt Nam. Giải đấu được tổ chức tại Nhà thi đấu Thể dục thể thao tỉnh Ninh Bình. Giải đấu được sự tài trợ chính của Eximbank, nên giải còn có tên gọi là Giải bóng chuyền nữ quốc tế VTV Eximbank Cup 2013. Đây là lần đầu tiên Đài truyền hình Việt Nam phát sóng giải này trên hệ thống truyền hình độ nét cao (HD).

## Các đội tham dự[2]
- Việt Nam
- Kazakhstan
- Thái Lan
- Giang Tô, Trung Quốc
- Sơn Đông, Trung Quốc
- Úc

## Vòng bảng

#### Bảng xếp hạng
| Đội        | St | T | B | Vt | Vb | Ts   | Dt  | Db  | Ts   | Điểm |
| ---------- | -- | - | - | -- | -- | ---- | --- | --- | ---- | ---- |
| Giang Tô   | 5  | 4 | 1 | 14 | 6  | 2.33 | 461 | 366 | 1.26 | 12   |
| Việt Nam   | 5  | 4 | 1 | 14 | 6  | 2.33 | 442 | 385 | 1.15 | 12   |
| Sơn Đông   | 5  | 4 | 1 | 14 | 6  | 2.33 | 443 | 389 | 1.14 | 12   |
| Kazakhstan | 5  | 1 | 4 | 6  | 13 | 0.46 | 382 | 434 | 0.88 | 4    |
| Thái Lan   | 5  | 1 | 4 | 6  | 13 | 0.46 | 361 | 436 | 0.83 | 3    |
| Úc         | 5  | 1 | 4 | 4  | 14 | 0.29 | 334 | 414 | 0.81 | 2    |

#### Kết quả chi tiết
| Ngày | Thời gian |            | Điểm |            | Set 1 | Set 2 | Set 3 | Set 4 | Set 5 | Tổng    | Nguồn           |
| ---- | --------- | ---------- | ---- | ---------- | ----- | ----- | ----- | ----- | ----- | ------- | --------------- |
| 13/7 | 16:00     | Việt Nam   | 2-3  | Giang Tô   | 15-25 | 25-23 | 25-23 | 21-25 | 9-15  | 95-111  | Nguồn           |
| 13/7 | 18:55     | Úc         | 1-3  | Thái Lan   | 20-25 | 21-25 | 25-20 | 18-25 | -     | 84-95   | Nguồn           |
| 13/7 | 21:30     | Kazakhstan | 0-3  | Sơn Đông   | 21-25 | 17-25 | 20-25 | -     | -     | 58-75   | Nguồn           |
| 14/7 | 14:00     | Thái Lan   | 1-3  | Sơn Đông   | 25-16 | 12-25 | 15-25 | 16-25 | -     | 68-91   | Nguồn           |
| 14/7 | 16:00     | Giang Tô   | 3-0  | Kazakhstan | 25-22 | 25-17 | 25-20 | -     | -     | 75-59   | Nguồn           |
| 14/7 | 19:00     | Việt Nam   | 3-0  | Úc         | 25-15 | 25-16 | 25-15 | -     | -     | 75-46   | Nguồn 1 Nguồn 2 |
| 15/7 | 14:00     | Kazakhstan | 3-1  | Thái Lan   | 25-21 | 15-25 | 25-16 | 25-19 | -     | 90-81   | Nguồn           |
| 15/7 | 16:30     | Úc         | 0-3  | Giang Tô   | 11-25 | 10-25 | 19-25 | -     | -     | 40-75   | Nguồn           |
| 15/7 | 19:00     | Việt Nam   | 3-2  | Sơn Đông   | 25-16 | 17-25 | 25-17 | 17-25 | 15-13 | 99-96   | Nguồn           |
| 16/7 | 14:00     | Úc         | 3-2  | Kazakhstan | 25-17 | 18-25 | 25-13 | 22-25 | 15-13 | 105-93  | Nguồn           |
| 16/7 | 16:30     | Việt Nam   | 3-0  | Thái Lan   | 25-16 | 25-17 | 25-17 | -     | -     | 75-50   | Nguồn           |
| 16/7 | 19:00     | Giang Tô   | 2-3  | Sơn Đông   | 25-17 | 25-23 | 23-25 | 21-25 | 11-15 | 105-105 | Nguồn           |
| 17/7 | 14:00     | Úc         | 0-3  | Sơn Đông   | 17-25 | 18-25 | 24-26 | -     | -     | 59-76   | Nguồn           |
| 17/7 | 16:30     | Việt Nam   | 3-1  | Kazakhstan | 23-25 | 25-17 | 25-21 | 25-19 | -     | 98-82   | Nguồn           |
| 17/7 | 19:00     | Giang Tô   | 3-1  | Thái Lan   | 21-25 | 25-15 | 25-10 | 25-17 | -     | 95-67   | Nguồn           |

## Vòng tranh thứ hạng 1–6
|  | Bán kết               | Bán kết  |                       |   | Chung kết | Chung kết |
|  |                       |          |                       |   |           |           |
|  | 19-7-2013 - Ninh Bình |          |                       |   |           |           |
|  |                       |          |                       |   |           |           |
|  | Việt Nam              | 3        |                       |   |           |           |
|  | Việt Nam              | 3        | 20-7-2013 - Ninh Bình |   |           |           |
|  | Sơn Đông              | 2        |                       |   |           |           |
|  | Sơn Đông              | 2        | Giang Tô              | 3 |           |           |
|  | 19-7-2013 - Ninh Bình |          | Giang Tô              | 3 |           |           |
|  |                       | Việt Nam | 1                     |   |           |           |
|  | Giang Tô              | Việt Nam | 1                     | 3 |           |           |
|  | Giang Tô              |          |                       | 3 |           |           |
|  | Kazakhstan            | 0        |                       |   |           |           |
|  | Kazakhstan            | 0        | Tranh hạng ba         |   |           |           |
|  |                       |          |                       |   |           |           |
|  | 20-7-2013 - Ninh Bình |          |                       |   |           |           |
|  |                       |          |                       |   |           |           |
|  | Kazakhstan            | 0        |                       |   |           |           |
|  | Kazakhstan            | 0        |                       |   |           |           |
|  | Sơn Đông              | 3        |                       |   |           |           |

### Bán kết
| Ngày | Thời gian |          | Điểm |            | Set 1 | Set 2 | Set 3 | Set 4 | Set 5 | Tổng    | Nguồn |
| ---- | --------- | -------- | ---- | ---------- | ----- | ----- | ----- | ----- | ----- | ------- | ----- |
| 19/7 | 17:00     | Giang Tô | 3-0  | Kazakhstan | 25-10 | 25-16 | 25-15 | -     | -     | 75-41   | Nguồn |
| 19/7 | 19:00     | Việt Nam | 3-2  | Sơn Đông   | 23-25 | 20-25 | 28-26 | 25-12 | 15-13 | 111-101 | Nguồn |

### Tranh hạng 3
| Ngày | Thời gian |            | Điểm |          | Set 1 | Set 2 | Set 3 | Set 4 | Set 5 | Tổng  | Nguồn |
| ---- | --------- | ---------- | ---- | -------- | ----- | ----- | ----- | ----- | ----- | ----- | ----- |
| 20/7 | 13:45     | Kazakhstan | 0-3  | Sơn Đông | 11-25 | 15-25 | 17-25 | -     | -     | 43-75 | Nguồn |

### Chung kết
| Ngày | Thời gian |          | Điểm |          | Set 1 | Set 2 | Set 3 | Set 4 | Set 5 | Tổng  | Nguồn |
| ---- | --------- | -------- | ---- | -------- | ----- | ----- | ----- | ----- | ----- | ----- | ----- |
| 20/7 | 16:15     | Giang Tô | 3-1  | Việt Nam | 25-21 | 25-16 | 20-25 | 25-19 | -     | 95-81 | Nguồn |

### Vòng tranh thứ hạng 5-6

#### Tranh hạng 5
| Ngày | Thời gian |          | Điểm |    | Set 1 | Set 2 | Set 3 | Set 4 | Set 5 | Tổng   | Nguồn |
| ---- | --------- | -------- | ---- | -- | ----- | ----- | ----- | ----- | ----- | ------ | ----- |
| 19/7 | 14:00     | Thái Lan | 2-3  | Úc | 16-25 | 15-25 | 25-22 | 25-22 | 14-16 | 95-110 | Nguồn |

## Xếp hạng chung cuộc
| Xếp hạng | Đội bóng   |
| -------- | ---------- |
|          | Giang Tô   |
|          | Việt Nam   |
|          | Sơn Đông   |
| 4        | Kazakhstan |
| 5        | Úc         |
| 6        | Thái Lan   |

## Các giải thưởng cá nhân
- Vận động viên xuất sắc nhất giải đấu:  Việt Nam Nguyễn Thị Ngọc Hoa[3]
- Vận động viên tấn công xuất sắc nhất:  Giang Tô Liu Peiyi[3]
- Vận động viên chắn bóng tốt nhất:  Việt Nam Bùi Thị Ngà[3]
- Vận động viên chuyền hai tốt nhất:  Sơn Đông Sun Weijing[3]
- Vận động viên phát bóng tốt nhất:  Úc Rachel Rourke[3]
- Vận động viên Libero tốt nhất:  Giang Tô Hu Yuxuan[3]
- Vận động viên phòng thủ tốt nhất:  Giang Tô Wang Chenyue[3]
- Hoa khôi VTV Eximbank Cup 2013:  Kazakhstan Batkuldina Aliya[4]